# 로저 E. 모슬리

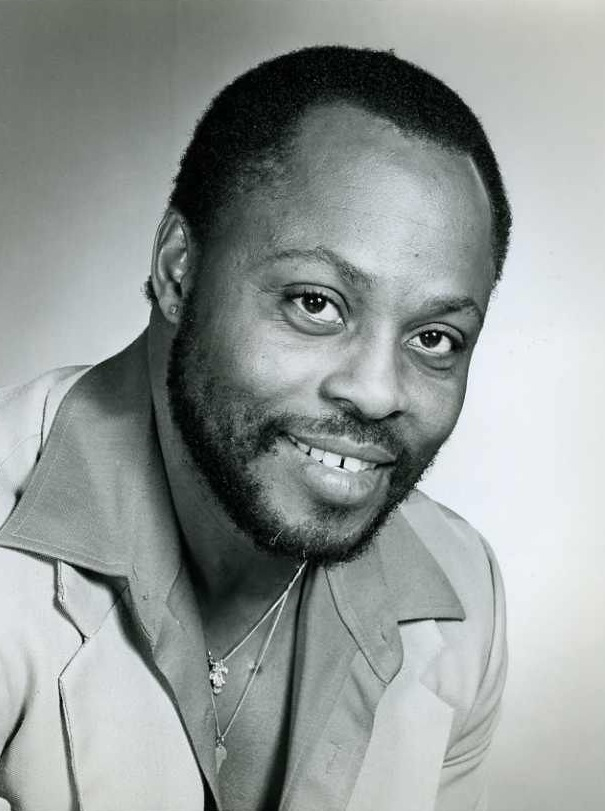

로저 E. 모슬리(Roger E. Mosley, 1938년 12월 18일~2022년 8월 7일)는 미국의 배우, 텔레비전 배우, 영화배우, 텔레비전 감독이다.
1938년 로스앤젤레스에서 태어났다. 2022년 8월 4일, 린우드에서 자동차 사고로 어깨 이하가 전신마비되는 중상을 입고 병원으로 이송되었으나, 3일 후 시다스-시나이 메디컬 센터에서 사망했다.

## 방송
- 어느날 갑자기
- D.C. 특수수사대 시즌3
- 사랑의 유람선
- 시티 레인져
- 숲속의 방랑자

## 영화
- 킬러가 보낸 편지(1998년) - 호턴 역
- 악녀와 바람둥이(1996년)
- 펜타트론(1994년)
- 무단 침입(1992년)
- 하트 컨디션(1990년)
- 매그넘 P.I.(1980년)
- 뿌리 - 그 다음 세대(1979년)
- 우정의 마이애미(1978년)
- 스테이 헝그리(1976년)
- 다크타운 스트루터스(1975년)
- 형사 맥큐(1974년)
- 맥(1973년)
- 센츄리안(1972년)
- 제6지대(1970년)